# 成都文化

## 民俗
- 川剧：变脸-吐火-滚灯
- 节日：成都花会-成都庙会-游喜神方
- 文艺：谐剧-散打-金钱板-竹琴-清音-精木偶-扬琴
- 游戏：扯响簧-掺牛牛-滚铁环-逮猫儿-倒糖饼-川牌-
- 其它：茶馆文化-麻将-滑杆-鸡公车
- 特产：十色笺- 薛涛笺- 蜀笺- 竹丝瓷胎-银丝工艺

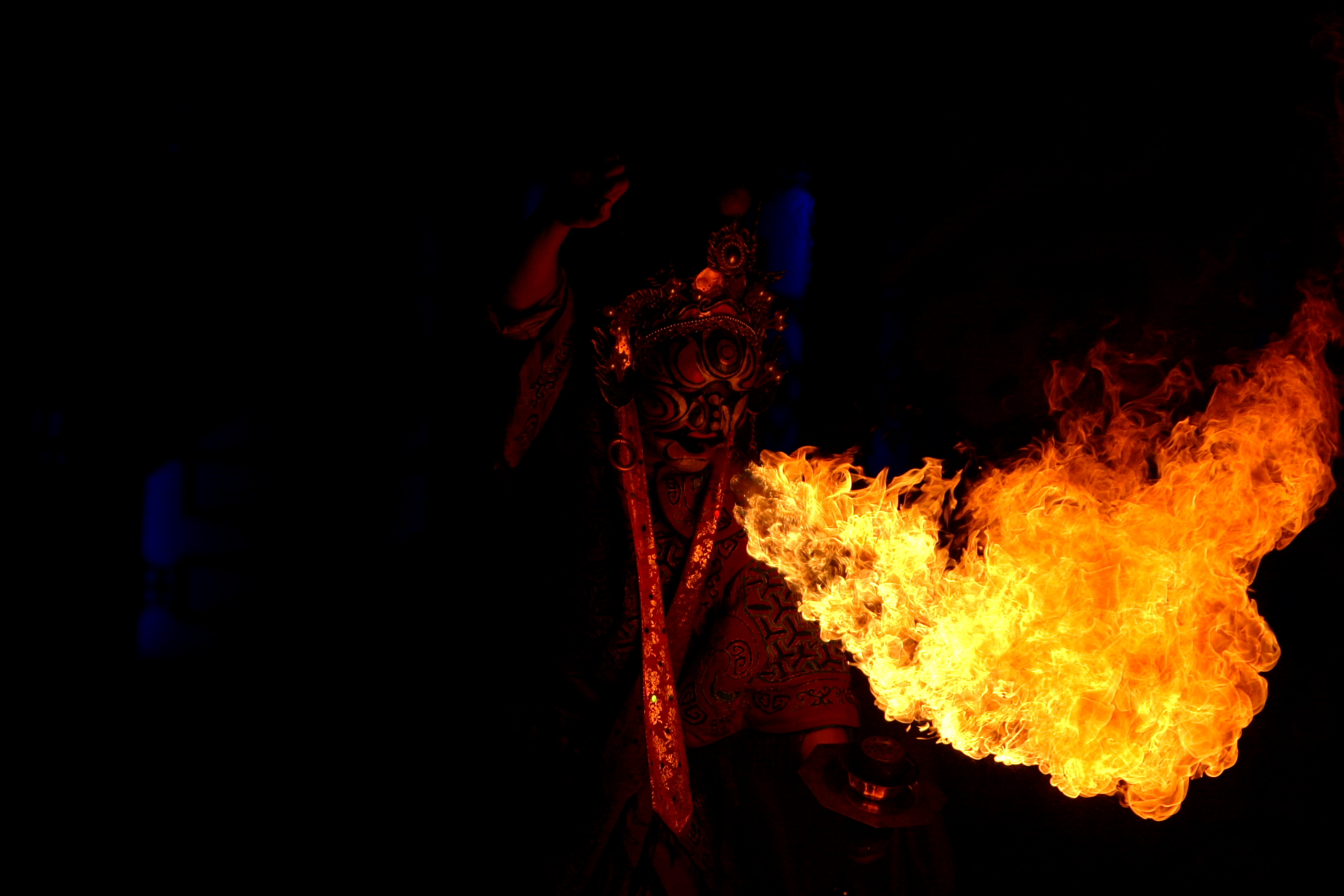
吐火
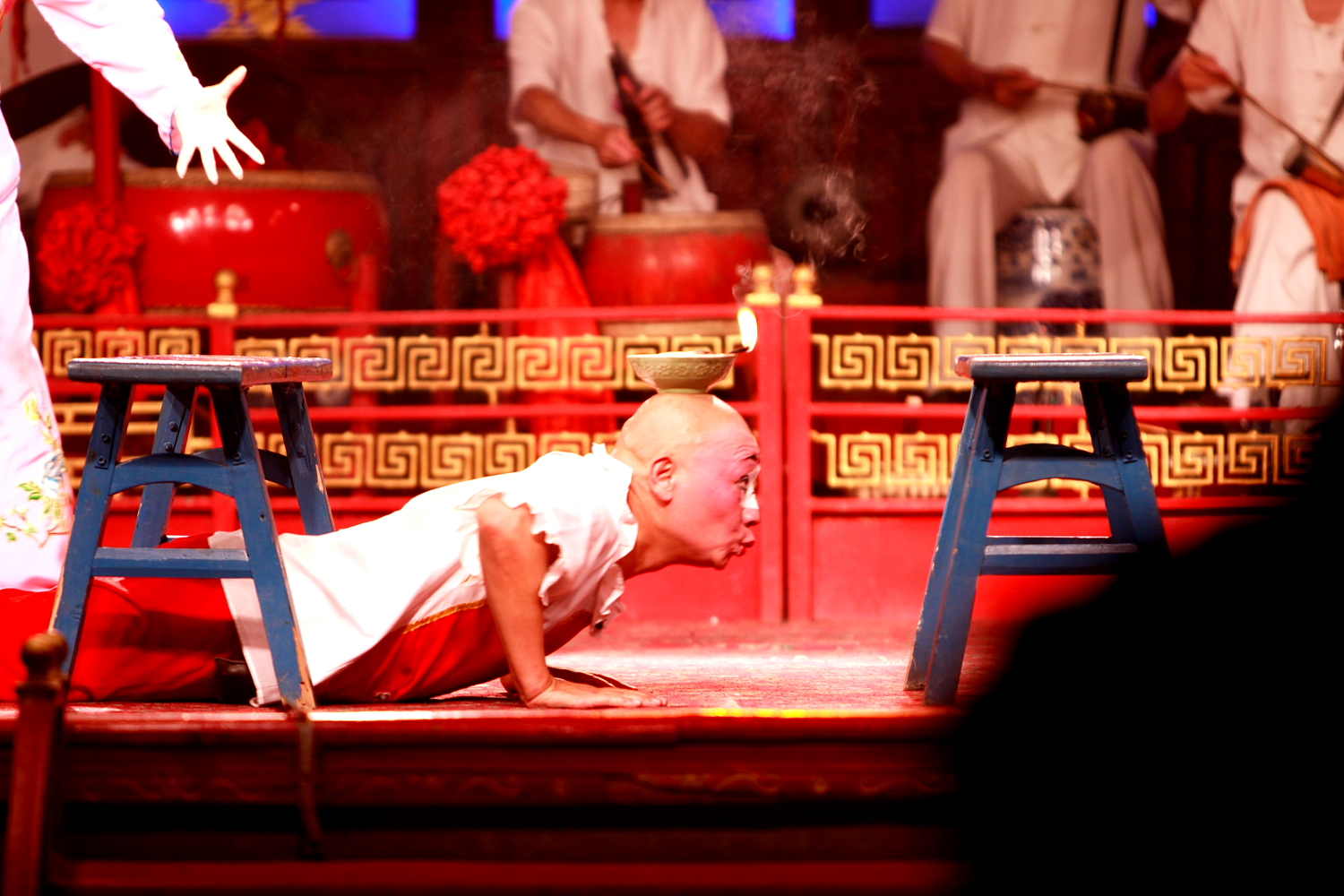
滚灯

## 宗教
- 道教：青羊宫、上清宫
- 佛教：文殊院、大慈寺、昭觉寺、石经寺
- 景教：珍珠樓
- 天主教：領報修院、平安桥主教座堂、舒家灣天主堂、后子门天主教堂
- 基督新教：原衛理公會四聖祠禮拜堂、原聖公會聖約翰堂
- 伊斯兰教：皇城清真寺（英语：Chengdu Huangcheng Mosque）、鼓樓南街清真寺、土桥清真寺、牟尼镇清真寺

## 饮食
- 川菜：回锅肉-宫爆鸡丁-麻婆豆腐-开水白菜-鱼香肉丝
- 成都小吃：夫妻肺片-钟水饺-龙抄手-赖汤圆-韩包子-糖油果子-三大炮-三和泥-担担面
- 特产：四川泡菜-青山绿水（茶）-蟹目香珠（茶）

## 知名人物
| 出生于成都的人物 - 古代人物 - 司马相如 - 花蕊夫人 - 卓文君 - 薛涛 - 杨雄 - 鄧通 - 王褒 - 杨升庵 - 严君平 - 何武 - 何稠 - 罗裒 - 蒲元 - 杜弢 - 常璩 - 袁天罡 - 欧阳炯 - 房纵真 - 李昇 - 黄筌 - 黄居采 - 阮知海 - 彭晓 - 王小波 - 李顺 - 范镇 - 范冲 - 王眭 - 张唐英 - 张商英 - 范祖禹 - 宇文虚中 - 黄休复 - 费著 - 杨廷和 - 杨慎 - 日章 - 何卿 - 费密 - 岳钟琪 - 魏长生 - 杨遇春 - 谢朝恩 - 肖楷成 - 刘咸荣 - 吴虞 - 近现代人物 - 巴金 - 琼瑶 - 李劼人 - 流沙河 - 艾芜 - 李鹏 - 邓捷：演员 - 刘永好 - 郭峰：歌手 - 刘心武：作家 - 沈伐 - 李伯清 - 李宇春 - 张靓颖 - 郭蓉华：画家 - 杨莲：围棋手 - 余东风 - 刀郎 - 刘仪伟 - 郑洁 - 陈彼得 - 郑时龄 ：院士，建筑学家 - 赵尔宓 ：院士，动物学家 - 廖昌永 - 刘适兰 - 孔祥明 - 张蓉芳 - 胡坤 - 王辉耀 - 韩素音 - 王光祈 - 田家英 - 刘正成 - 聂荣政 - 刘伯承 - 陈洪范 - 刘文辉 - 刘湘 - 彭家珍 - 余杰 | 与成都有渊源的人物 - 杜甫 - 诸葛亮 - 刘备 - 王建 - 孟知祥 - 苏东坡 - 石达开 - 邓小平 - 陈毅 - 王小丫 - 刘文彩 - 李雪梅 - 高敏 - 张翔 - 郭沫若 - 李白 - 张大千 - 凌子风 - 林青霞 - 海灯法师 |

## 以成都为背景的文学作品
- 《家》——巴金
- 《春》——巴金
- 《秋》——巴金
- 《死水微澜》——李劼人
- 《四川好人》——布莱希特（德）
- 《成都粉子》——深爱金莲
- 《成都，今夜请将我遗忘》——慕容雪村
- 《成都爱情只有八个月》——江树

## 体育
- 中国足球超级联赛：四川冠城
- 中国足球甲级联赛：成都五牛

## 之最拾零

### 世界之最
- 世界第一只人工繁殖的大熊猫
- 世界第一张纸币：交子
- 世界现存历史最悠久的水利工程：都江堰
- 世界最早开采天然气的地点：邛崃火井镇
- 世界发现的最古老古代酿酒作坊：水井坊

### 中国之最
- 中国第一家官办学堂：石室中学
- 中國第一所口腔醫學院：原華西協合大學下屬之口腔醫學院
- 中国第一个商业广告
- 中国第一张股票：蜀都股份
- 中国第一个民间股份制商业银行：汇通城市合作银行
- 中国第一家产权交易市场
- 1949年后中国第一所私立学校：光亚小学